# チャーリー・スペディング
チャーリー・スペディング （Charles ("Charlie") Spedding、1952年5月19日- ）は、イギリスの陸上競技選手。イングランド北部ダラムのビショップ・オークランド出身。
1984年のロンドンマラソンで優勝し、 ロサンゼルスオリンピックの男子マラソン代表となる。8月のオリンピック本番では、下馬評にはほとんど挙がらない中、銅メダルを獲得した。また、1988年ソウルオリンピックにも出場し、2時間12分19秒で6位となり、2大会連続入賞を果たした。